# Saga de Vatnsdœla
La Saga Vatnsdœla traduite en français par Régis Boyer sous le nom de « Saga des chefs du Val-au-Lac », est une œuvre littéraire médiévale. Elle fait partie des sagas des Islandais.